# Jean-Baptiste Charles Libaude
Jean-Baptiste Charles Libaude, né le 3 septembre 1737 à Buigny-lès-Gamaches dans la Somme et mort en 1779, est un maître verrier et chimiste .

## Biographie
Jean-Baptiste Charles Libaude naît le 3 septembre 1737 à Buigny-lès-Gamaches. Il est issu d’une famille de laboureurs d’Embreville. Il se retrouve orphelin à 13 ans, et se marie en 1760 à une fille de notaire,  Marie-Catherine Louise Dubuisson avec laquelle il aura une fille, Marie-Catherine Victoire Libaude. Il devient vitrailliste puis chimiste et gagne en 1773 le prix de l’Académie des Sciences pour ses travaux dans l’industrie du verre, Ce prix avait été financé par la couronne de France : Louis XVI. Il récompenserait celui qui réussirait à produire un verre achromatique. Il achète en 1777 le château de Romesnil. Il meurt à l'âge de 41 ans.